# 彭旦
彭旦（?—?），三国东吴鄱阳郡山越首领。
黄武四年（225年）十二月到六年（227年）春，同宗彭绮聚众数万人反吴，被解烦督胡综、鄱阳郡太守周鲂生擒。嘉禾五年（236年）冬十月，鄱阳彭旦起众兵反吴，六年（237年）二月，吴大帝孙权派陆逊攻打彭旦等人，当年破敌平乱。